# دوماسک
دوماسک (به مجاری:  Domaszék) یک شهرداری در مجارستان است که در ناحیه سگد واقع شده‌است. دوماسک ۵۲٫۱۵ کیلومتر مربع مساحت و ۴٬۹۱۹ نفر جمعیت دارد.

## خواهرخوانده
شهرهای Lueta, Wolbrom و Bački Vinogradi خواهرخوانده‌های دوماسک هستند.